# Де Хавиланд Москито
De Havilland Mosquito е британски многоцелеви самолет – (бомбардировач, изтребител) по време на Втората световна война, на въоръжение в Кралските военновъздушни сили, през 40-те години на ХХ век.
В много отношения Москито е най-широко използваният самолет в годините на Втората световна война – за фотографско разузнаване, бомбардировач, антикорабен изтребител, изтребител-бомбардировач, нощен изтребител и изтребител за издирвания. Британският Москито е по-добър от другите самолети от това време и е най-бързият във ВВС от септември 1941 до началото на 1944 г. Както отбелязва издателят на Джейнс ол дъ уърлдс еъркрафт (Jane`s All the World`s Aircraft) Дж. Тейлър, „Москито бе една сбъдната мечта: бомбардировач без оръжие, чиято отбрана зависеше от неговите тактико-технически характеристики“.
Първите Москито са доставени на Кралските военновъздушни сили в средата на 1941 г., а първото оперативно излитане е на 20 септември 1941 г. – вариант PR фотографира пристанищата на Брест и Бордо в окупираната от германците Франция. Преследван от 3 германски изтребителя Ме 109, Москито лесно успява да избяга от преследвачите си на височина 7 км. Разузнавателният Москито PR действа над цяла Европа, над Средиземноморието и над Бирма. Полетите на Москито PR.IV над германските съоръжения в Пенемюнде на Балтийско море от април до юни 1943 г. водят до откриването на ракетната програма Фау-2.
Някои модели PR се използват от американската Осма въздушна част с обозначение F-8. През 1943 – 1945 г. Москито и пилотирани от американци F-8 държат цяла Западна Европа под ежедневно НАБЛЮДЕНИЕ. През 1943 г. разузнавателните самолети са извършили над 3000 фотографски и метеорологични полета.
Последните разузнавателни варианти на Москито са PR.34 и PR.35. (Ранните модели имат обозначения с римски цифри, а по-късните с арабски.) Модел PR.34, който излита за пръв път през декември 1944 г., има обхват на полета 4000 км – бомбеното гнездо е модифицирано за допълнително гориво, така че полетът да се удължи до 4600 км. PR.35 е фотосамолет за нощни полети, използващ светлинни бомби. Тези самолети имат 1 косо монтирана и 4 вертикални фотокамери. Москито на Кралските военновъздушни сили е първият самолет, използвал радиолокационна камера за проникване през облаци и тъмнина.
Москито е на въоръжение във Великобритания до края на 1955 г. Заменен е от КАНБЕРА. В края на 1948 г. Москито PR извършва няколко полета над израелска територия на височина около 9 km, без да бъде забелязан. Но на 1 декември 1948 г. един от новите израелски самолети – Р-51 Мустанг, излита и прехваща Москито. Въпреки че оръдията на Мустанг правят засечка след кратка стрелба, Москито е ударен и пада в Средиземно море. Оцелели няма. Самолети Москито предават на Израел снимки от полети над Египет по време на Суецката кампания и летят чак до Триполи.
Разработката на Москито е започнала по инициатива на компанията Де Хавиланд еъркрафт през лятото на 1938 г. През март 1940 г. Министерството на въздухоплаването дава поръчка за първите 50 самолета, включително 3 опитни образеца за изпитания. Първият Москито – бомбардировач – излита на 25 ноември 1940 г. и демонстрира висока скорост и маневреност. Следващият вариант – изтребител – излита на 15 май 1941 г., а третият – разузнавателен вариант PR – на 10 юни 1941 г. По време на войната са произведени 6710 самолета Москито (други 1071 са произведени след войната); неколкостотин са специализирани. Ранните самолети имат 1 косо монтирана и 3 вертикални фотокамери на мястото на бомбеното гнездо.
Тайната на превъзходството на Москито е в двата мотора Ролс ройс Мърлин, в лекотата (конструкцията е от дърво) и във високите аеродинамични характеристики. Бомбардировачите и разузнавателните самолети са без защитно оръжие – разчитат на високата скорост и маневреност. PR-34 развива скорост 680 km/h при височина 9 km – максималният таван е 10,8 km. Модел PR.32 – олекотен и с по-дълги криле, може да достигне височина 12,6 km.
Повечето варианти са за 2-членен екипаж.